# Chris Widger
Christopher Jon Widger (né le 21 mai 1971 à Wilmington, Delaware, États-Unis) est un receveur qui joue dans les Ligues majeures de baseball pendant 10 saisons de 1995 à 2006.
Il est un champion de la Série mondiale 2005 avec l'équipe des White Sox de Chicago.

## Carrière
Joueur à l'Université George Mason en Virginie, Chris Widger est un choix de troisième ronde des Mariners de Seattle en 1992.
Il fait ses débuts dans le baseball majeur avec Seattle le 23 juin 1995. Il joue 31 parties en deux ans pour les Mariners, passant la majorité de ces saisons en ligue mineure. Le 29 octobre 1996, Seattle échange Widger, le lanceur droitier Matt Wagner et le gaucher Trey Moore (en) aux Expos de Montréal en retour du lanceur étoile gaucher Jeff Fassero et d'un droitier, Alex Pacheco.
Widger est le receveur le plus utilisé par les Expos en 1997, et a l'occasion de travailler avec le gagnant du trophée Cy Young, Pedro Martinez. Il joue à Montréal une saison de 91 parties où il frappe sept coups de circuit et produit 37 points. L'année suivante, il est le receveur de confiance de l'équipe après le départ de Darrin Fletcher, titulaire du poste depuis des années, pour Toronto. Il produit 53 et 56 points respectivement en 1998 et 1999 et complète cette dernière saison avec un record personnel de 101 coups sûrs.
Le 8 août 2000, Widger est retourné à Seattle dans une transaction où les Expos font l'acquisition du voltigeur Terrmel Sledge et du lanceur gaucher Sean Spencer. Après avoir terminé la saison 2000 chez les Mariners, Widger se retrouve sans contrat et évolue en 2001 dans une ligue de baseball indépendante, la Ligue Northwest.
Il s'aligne en 2002 pour les Yankees de New York, en 2003 pour les Cardinals de Saint-Louis, puis retourne au baseball indépendant dans la Atlantic League en 2004.
Signé comme agent libre par les White Sox de Chicago, il y est receveur substitut, faisant l'allez-retour entre les majeures et les mineures en 2005 et durant une partie de la saison 2006. Inutilisé au cours des deux premières rondes des séries éliminatoires de l'automne 2005, il joue un match de Série mondiale avec Chicago, remplaçant A. J. Pierzynski derrière le marbre dans la troisième rencontre de la série, qui s'avère être le plus long match de l'histoire des séries mondiales, soit 14 manches de jeu. Il vient trois fois au bâton dans la partie et soutire deux buts-sur-balles. Le second de ceux-ci, en 14e manche, est obtenu du lanceur Ezequiel Astacio, des Astros de Houston, et produit un point puisque trois coureurs sont déjà sur les sentiers. Il s'agit du septième point des White Sox qui l'emportent 7-5. Avec une victoire dans le quatrième match, Chicago remporte le titre.
Libéré par les Sox à la mi-saison 2006, le receveur complète sa carrière chez les Orioles de Baltimore.
De 1995 à 2006, Chris Widger joue 613 parties dans le baseball majeur. Il maintient une moyenne au bâton de ,238 avec 435 coups sûrs, 55 circuits, 222 points produits et 180 points marqués.